# LittleBigPlanet
LittleBigPlanet (lett. "PiccoloGrandePianeta", chiamato Craftworld durante lo stadio di sviluppo) è un videogioco a piattaforme pubblicato in esclusiva per PlayStation 3. È stato annunciato la prima volta il 7 marzo 2007, da Phil Harrison al "2007 Game Developers Conference" a San Francisco. È stato sviluppato da Media Molecule, una società britannica fondata in parte dal creatore di Rag Doll Kung Fu, Mark Healey.
Pubblicato da Sony Computer Entertainment Europe ed inizialmente previsto per il 22 ottobre 2008, ha subito un leggero rinvio a causa della scoperta di una citazione del Corano contenuta in un brano su licenza (esattamente nel secondo capitolo, "la savana"). Il gioco è stato lanciato con lo slogan "PLAY, CREATE, SHARE". Il gioco si differenzia da molti altri nella possibilità di creare un livello a proprio piacimento (dalla modalità Avventura, alla modalità Horror, Automobilistica, sparatutto e fantasy) con oggetti raccolti durante la modalità storia.
Il 19 aprile 2024 i servizi online del gioco furono disattivati, rendendo non disponibili i contenuti online creati dagli utenti (UGC).

## Trama
La storia comincia quando il Re (il Curatore Creatore dei Giardini), avviserà il Sackboy del giocatore di alcune strane sparizioni delle creazioni degli altri Curatori Creatori. In seguito, progredendo nella Storia, si scoprirà che a rubare tutte queste creazioni è Il Collezionista. Una volta sconfitto (nell'ultimo livello del gioco) dichiarerà di non essere poi così cattivo e che il motivo che lo ha spinto a rubare le altre creazioni e a non condividerle è perché non ha amici. Così, tutti i personaggi visti durante la storia (anche coloro che inizialmente erano cattivi) accolgono con un sorriso il Collezionista nella vastissima comunità di LittleBigPlanet.

## Modalità di gioco
In LittleBigPlanet i giocatori controllano piccoli pupazzi di pezza (chiamati "Sackboy" o "Sackgirl", a seconda del loro aspetto), che possono saltare, spostare e afferrare oggetti. Durante la storia è possibile raccogliere dei premi chiamati "bolle premio", contenenti adesivi, oggetti, vestiti e musiche che potranno essere inseriti nei livelli personalizzati grazie all'editor (vincitore di un premio per gli effetti gravitazionali) anche chiamato "La mia luna", accessibile attraverso il Pod.
Uno dei punti di forza di LittleBigPlanet è proprio la costruzione dei livelli, in cui il giocatore può realizzare ciò che desidera. Un altro importante punto di forza di questo gioco è la realistica gravità sugli oggetti. Una volta realizzato uno scenario è possibile giocarci, sia in modalità offline che online (entrambe da 1 a 4 giocatori) ed in quest'ultima condividere le proprie creazioni con quelle degli altri utenti nella rete di PlayStation Network. I server del gioco sono stati ufficialmente chiusi il 13 settembre 2021, insieme a quelli di LittleBigPlanet 2, LittleBigPlanet PS Vita e la versione PS3 di LittleBigPlanet 3.

### Modalità Storia
In modalità Storia, dopo aver creato il proprio Sackboy, il giocatore ha la possibilità di esplorare il mondo di LittleBigPlanet, suddiviso in 8 capitoli: I Giardini, La Savana, Il Matrimonio, Il Canyon, La Metropoli, Le Isole, I templi e La natura selvaggia (in cui è presente il boss finale).

### Sackboy
L'elemento principale e caratterizzante del gioco è il Sackboy, un piccolo pupazzo di pezza che il giocatore muove durante il gioco e che può essere personalizzato a piacere con vestiti e accessori sbloccabili nella Modalità Storia oppure con dei pacchetti acquistabili tramite PlayStation Store. Il giocatore, oltre a cambiare la pelle, i vestiti, i capelli, il tipo di denti e di occhi e aggiungere accessori, potrà cambiare a seconda della situazione, le espressione facciali del proprio Sackboy.

## Accoglienza
| Testata         | Giudizio |
| --------------- | -------- |
| Play Generation | 96/100   |

La rivista Play Generation lo classificò come il terzo miglior gioco a piattaforme e quarto miglior titolo online del 2008. La stessa testata diede al gioco un punteggio di 96/100, trovandolo un gioco di piattaforme rivoluzionario, che stimola a immaginare, creare e condividere mondi.

### Premi
L'Academy of Interactive Arts & Sciences ha assegnato 8 Interactive Achievement Awards al gioco durante la premiazione che si è svolta a Las Vegas il 19 febbraio 2009.
Il gioco è stato inoltre nominato Game of the Year 2008.

## Seguito
In una intervista alla BBC, Alex Evans conferma che un sequel di LittleBigPlanet è in lavorazione ma non rilascia nessun dettaglio.
Nel mese di novembre 2009, il designer Danny Leaver ha dichiarato che fare un seguito di LittleBigPlanet sarebbe controproducente poiché la vasta comunità formatasi fino ad ora non farebbe altro che crollare. Tuttavia, Leaver ha assicurato che verranno comunque pubblicati nuovi aggiornamenti e contenuti aggiuntivi per il primo titolo di LittleBigPlanet in modo tale che esso non risulti mai noioso.
Nel mese di giugno 2010, Game Informer ha rivelato il seguito LittleBigPlanet 2.